# Telewizja na Ukrainie
Telewizja na Ukrainie pojawiła się w 1959 roku, chociaż już 1 lutego 1939 roku w Kijowie została nadana pierwsza transmisja telewizyjna ze stacji telewizyjnej, znajdującej się w Domu ukraińskiego radia. Transmisja trwała 40 minut, w trakcie której pokazywany był portret Sergo Ordżonikidze.

## Historia telewizji na Ukrainie
Po zakończeniu II wojny światowej, 6 listopada 1951 w Kijowie na antenie stacji telewizyjnej po raz pierwszy został transmitowany radziecki film patriotyczny „Wielki blask”. Następnego dnia została pokazana uroczystość na cześć 34. rocznicy rewolucji październikowej. 1 maja 1952 nadany koncert ukraińskich śpiewaków Kijowskiego Teatru Opery im. Tarasa Szewczenki. Natychmiast po budowie telecentrów w Moskwie i Leningradzie, w 1953 roku zakończono budowę nowej Kijowskiej stacji telewizyjnej na Chreszczatyku. Regularna transmisja programów rozpoczęła się w 1956 roku, wcześniej były wyświetlane filmy fabularne i dokumentalne tylko dwa razy dziennie.
20 stycznia 1965 powstał pierwszy regularny kanał ukraiński o nazwie UT-1 (Ukraińska TV-1). Była to stacja telewizji publicznej, której program nadawany jest obecnie pod nazwą Pierwszy Narodowy. 6 marca 1972 na Ukrainie powstał drugi kanał UT-2. Od 1969 roku stacja telewizyjna w Kijowie, a od 1976 roku także stacja telewizyjna we Lwowie już przesyłała programy kolorowe. W 1983 roku rozpoczęto budowę nowej stacji telewizyjnej w Kijowie, przy ulicy Melnykowa 42. Dopiero 30 grudnia 1992 oddana do eksploatacji. W grudniu 1989 roku otrzymał koncesję na nadawanie pierwsza prywatna stacja telewizyjna o nazwie „Tonis”.
Po odzyskaniu niepodległości przez Ukrainę w latach 90. XX wieku powstało dużo kanałów ukraińskich, m.in. TET w 1992, ICTV w 1992, państwowy UT-3 w 1992, Ukraina w 1993, 1+1 w 1995 (zastąpił UT-2), Inter w 1996, STB w 1997, Nowyj kanał w 1998, Rada w 1998, Era w 1999.
Obecnie na rynku ukraińskim działa ponad 100 ukraińskojęzycznych stacji telewizyjnych o zasięgu ogólnokrajowym nadawanych głównie drogą satelitarną i kablową, z których dominująca część posiada charakter kanałów tematycznych.
Jednocześnie na początku XXI wieku na Ukrainie zaczęła się rozwijać telewizja cyfrowa. Pod koniec lat 90. XX wieku emisję rozpoczęły pierwsze stacje satelitarne. Stanem na 1 lipca 2007 roku według Krajowej Rady było zarejestrowano ponad 60 ukraińskich kanałów satelitarnych. W 2005 roku uruchomiono pierwszą ukraińską platformę cyfrową NTV+ Ukraina, w 2008 – Viasat Ukraina i Powerchność, w 2009 – MYtv, w 2011 – Xtra TV.
W XXI wieku rozpoczął się proces innowacyjności telewizji. 1 grudnia 2011 rozpoczęła nadawanie stacja Tonis HD, pierwsza telewizja w jakości HDTV.
1 kwietnia 2009 roku został rozpoczęty proces cyfryzacji telewizji naziemnej, najpierw uruchomiony w trybie testowym w standardzie nadawania naziemnej cyfrowej DVB-T (pakiet 10 programów telewizyjnych) w Kijowie i obwodach żytomierskim, kijowskim i odeskim. W maju 2009 roku Ukraińska Krajowa Rada Radiofonii i Telewizji przyjęła plan działania dla realizacji transmisji cyfrowej na Ukrainie, przygotowanej przez Ministerstwo Transportu i Komunikacji. 18 sierpnia 2011 w wyniku przeprowadzonego konkursu do czterech wybranych ogólnoukraińskich multipleksów telewizji cyfrowej zostały wybrane kanały (stan na 2014):
| MUX1                          | MUX1                                | MUX1     | MUX1                                                     | MUX1 | MUX1 | MUX1 | MUX1 | MUX1 | MUX1 | MUX1 | MUX1 |
| Kanał                         | Właściciel                          | Założony | strona internetowa                                       |      |      |      |      |      |      |      |      |
| ----------------------------- | ----------------------------------- | -------- | -------------------------------------------------------- | ---- | ---- | ---- | ---- | ---- | ---- | ---- | ---- |
| Inter                         | U.A. Inter Media Group              | 1996     | http://inter.ua/                                         |      |      |      |      |      |      |      |      |
| 1+1                           | 1+1 media                           | 1995     | http://www.1plus1.ua/                                    |      |      |      |      |      |      |      |      |
| NTN                           | U.A. Inter Media Group              | 2004     | http://ntn.ua/                                           |      |      |      |      |      |      |      |      |
| K1                            | U.A. Inter Media Group              | 2005     | http://k1.ua/                                            |      |      |      |      |      |      |      |      |
| Perszyj kanał (wersja DVB-T2) | Krajowa Rada Radiofonii i Telewizji | 1956     | http://1tv.com.ua/                                       |      |      |      |      |      |      |      |      |
| ICTV                          | StarLightMedia                      | 1992     | http://ictv.ua/                                          |      |      |      |      |      |      |      |      |
| Enter-film                    | U.A. Inter Media Group              | 2001     | http://enterfilm.com.ua/                                 |      |      |      |      |      |      |      |      |
| MUX2                          |                                     |          |                                                          |      |      |      |      |      |      |      |      |
| Kanał                         | Właściciel                          | Założony | strona internetowa                                       |      |      |      |      |      |      |      |      |
| Zoom                          | U.A. Inter Media Group              | 2007     | zoomua.tv                                                |      |      |      |      |      |      |      |      |
| STB                           | StarLightMedia                      | 1997     | http://www.stb.ua/                                       |      |      |      |      |      |      |      |      |
| TET                           | 1+1 media                           | 1992     | http://tet.tv/                                           |      |      |      |      |      |      |      |      |
| K2                            | U.A. Inter Media Group              | 2005     | https://web.archive.org/web/20140920190107/http://k2.ua/ |      |      |      |      |      |      |      |      |
| Nowyj kanał                   | StarLightMedia                      | 1998     | http://www.novy.tv/                                      |      |      |      |      |      |      |      |      |
| M1                            | StarLightMedia                      | 2001     | http://m1.tv/                                            |      |      |      |      |      |      |      |      |
| 5 kanał                       | Petro Poroszenko                    | 2003     | http://www.5.ua/                                         |      |      |      |      |      |      |      |      |
| MUX3                          |                                     |          |                                                          |      |      |      |      |      |      |      |      |
| Kanał                         | Właściciel                          | Założony | strona internetowa                                       |      |      |      |      |      |      |      |      |
| Mega                          | U.A. Inter Media Group              | 2005     | http://megatv.ua/                                        |      |      |      |      |      |      |      |      |
| Piksel TV                     | U.A. Inter Media Group              | 2012     | http://pixelua.tv/                                       |      |      |      |      |      |      |      |      |
| XSPORT                        | Borys Kołesnikow                    | 2012     | http://xsport.ua/                                        |      |      |      |      |      |      |      |      |
| 2+2                           | 1+1 media                           | 2006     | http://2plus2.ua/                                        |      |      |      |      |      |      |      |      |

## Struktura własnościowa telewizji

### Telewizja publiczna
Na terytorium Ukrainy emisję nadawcy publicznego pełni UT, która na podstawie ustaw zobowiązana jest do szerzenia tzw. społecznej misji programowej. Nadaje ona programy: Perszyj kanał i Perszyj Ukraine (satelitarny), Kultura, UTR, BTB – program bankowy, Rada – program posiedzeń parlamentu, Ukraine Today – w języku angielskim. Obwodowe państwowe stacje telewizyjne (ODTRK) nadają programy regionalne.

### Telewizja prywatna
W 2014 r. na ukraińskim rynku telewizyjnym działało ponad 50 nadawców telewizji komercyjnej o zasięgu ogólnokrajowym. Są wśród nich zarówno ukraińscy nadawcy prywatni, jak również zagraniczni nadawcy. Większa część emitowanych ukraińskojęzycznych stacji należy zwykle do większych spółek (grup) mediowych, takich jak:
- 1+1 media: 1+1, 2+2, TET, PlusPlus, 1+1 International, UNIAN TV, Bigudi;
- U.A. Inter Media Group: Inter, NTN, K1, K2, Mega, Zoom, Enter-Film, Pixel, Inter+;
- StarLightMedia Group: ICTV, Nowyj kanał, STB, M1, M2, QTV;

– i innych: 5 kanał, XSPORT, TVi, 24, ATR, ZIK, Gamma.
Nadawcy emitują zarówno programy o charakterze uniwersalnym, jak i o charakterze tematycznym. Ogólnoukraińskimi (inaczej uniwersalnymi, ogólnymi oraz mainstreamowymi) kanałami telewizji komercyjnej cieszące się największą oglądalnością to m.in. Inter, 1+1, ICTV, STB, Ukraina, Nowyj kanał, 5 kanał, NTN, TET, Perszyj kanał (publiczny).

## Oznaczenia programów na Ukrainie
Podczas emisji swych programów stacje telewizyjne działające na podstawie ukraińskiej koncesji zobowiązane są do umieszczania na ekranie dodatkowych symboli dotyczących ograniczeń wiekowych danej audycji. Obowiązuje trzy kategorie:
- I kategoria – bez ograniczeń (oznaczane są w prawym dolnym rogu zielonym krążkiem);
- II kategoria – oglądanie filmów, które dzieci mogą oglądać z rodzicami (oznaczane są żółtym trójkątem);
- III kategoria – tylko dla dorosłych (oznaczane są czerwonym kwadratem).